# Île Vanel
L'île Vanel est une île située sur le Rhône, dans le département du Gard en région Languedoc-Roussillon, appartenant administrativement à Vallabrègues.

## Description
Elle s'étend, avec sa fusion île du Comté sur près de 7 km de longueur pour une largeur variant d'environ 590 m à une soixantaine de mètres. 
La départementale D2 devient à sa hauteur la D2B lorsqu'elle franchit un barrage la reliant à l'île. 